# Jasmine (namn)

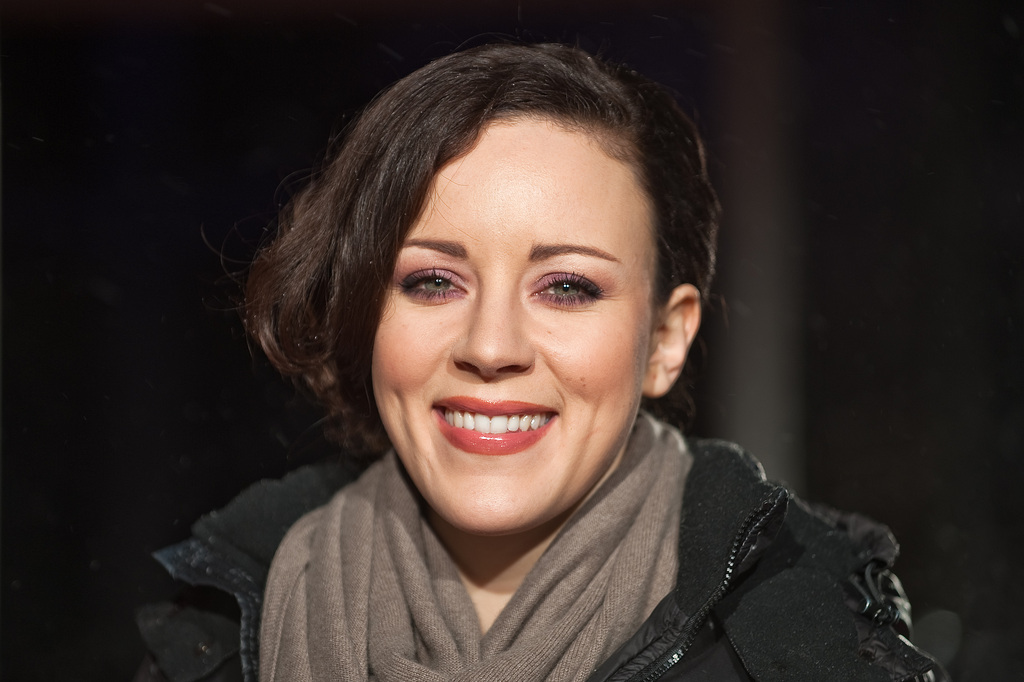
Jasmin Wagner, 2010.

Jasmine (kurdiska, persiska یاسمن, även Yasaman, Jasmin, Jasmina) är ett persiskt namn som betyder jasminblomma. Allt efter 1990-talet har namnet blivit populärare.
Den 31 december 2005 fanns det 3 089 kvinnor i Sverige med namnet Jasmine, 1 842 av dessa hade namnet som tilltalsnamn/förstanamn. Det fanns dessutom 1 560 som stavade namnet Jasmin, 968 av dessa hade namnet som tilltalsnamn/förstanamn.
Samma datum fanns det 550 svenska män som hette Jasmin, av dessa hade 515 namnet som tilltalsnamn/förstanamn.
Namnsdag: 26 juli. 2015 infördes namnen Jasmine och Emmy i namnlängden. I den finlandssvenska namnsdagslängden har Jasmine namnsdag 9 juli sedan 2015.

## Personer med namnet
- Den svenska skådespelerskan Jasmine Heikura
- Den svensk-iranska sångerskan Jasmine Kara
- Den tyska sångerskan Jasmin Wagner, känd som Blümchen